# Ni d'Ève ni d'Adam. Une histoire intersexe
Pour les articles homonymes, voir Ni d'Ève ni d'Adam.
Pour plus de détails, voir Fiche technique et Distribution.
Ni d'Ève ni d'Adam. Une histoire intersexe (en anglais, No Box For Me. An Intersex Story) est un film documentaire de Floriane Devigne sorti en 2018, primé notamment en 2019 par le jury des étoiles de la SCAM.
Le film a été utilisé par certaines associations de défense des personnes intersexes pour promouvoir l'interdiction des mutilations des enfants intersexués. L'une des protagonistes  du film a co-fondé l'association InterAction Suisse.

## Synopsis
Le film aborde sur un ton grave et léger à la fois les parcours de deux jeunes personnes intersexes, Deborah et M. (qui ne veut pas qu'on l'identifie), qui échangent par lettres. Elles abordent la découverte de leur intersexuation, la réappropriation de leur corps et leurs interrogations identitaires. On les voit aussi chercher des informations, par exemple dans les vidéos de l'activiste intersexe Pidgeon Pagonis. Le documentaire, très pédagogique, explique les enjeux liés à la visibilité des personnes intersexes et à la prise en charge médicale des enfants intersexes,.

## Fiche technique
- Montage : Gwenola Héaulme
- Animations: Christophe Calissoni
- Image : Nathalie Durand, Floriane Devigne, Charlie Petersmann
- Son : Graciela Barrault, Bernhard Zitz
- Montage son et Mixage : Sylvain Copans
- Etalonnage : Dimitri Darul
- Produit par : Emmanuelle Dugne, CFRT avec la participation de #FRANCE TELEVISIONS, du CNC, de la RTS Radio Télévision Suisse, la collaboration de  TV5 Québec Canada et le soutien de la PROCIREP-Société des Producteurs et de l’ANGOA

## Prix
- 2018. Prix Farel - Neuchâtel, Switzerland[5]
- 2018. Prix Fleury Doc - Festival International Jean Rouch, France[6],[7]
- 2018. Prix Mario Ruspoli - Festival International Jean Rouch, France[6],[7]
- BEST DOK FEATURE FILM and Special Mention of the JURY AWARD - ZINEGOAK Bilbao Spain
- Prix du Jury des Jeunes - Festival Everybody's Perfect, Genève, Suisse
- Special Mention and Audience Award at Queer Lisboa - International Queer Film Festival, Portugal
- Honorable mention, Documentary feature Jury and Youth Jury - OsloFusion, Norway
- Best Feature Film - Thessaloniki International LGBTIQ Film Festival, Greece
- Jury Award - Gender Border Film Festival - Milan - Italie
- 2018. Prix du jury pour les longs métrages - Festival international du Film à thématique religieuse 2018[6]
- 2019. Palmarès du 14e jury des étoiles de la SCAM[8]